# Sosnová (Česká Lípa-i járás)
Sosnová település Csehországban, Česká Lípa-i járásban. Sosnová Kvítkov, Zahrádky, Provodín és Česká Lípa településekkel határos. Lakosainak száma 688 fő (2024. január 1.).

## Népesség
A település lakosságának változását az alábbi diagram mutatja:
| Lakosok száma | 312  | 280  | 466  | 321  | 482  | 693  | 712  | 710  | 687  | 688  |
|               | 1869 | 1890 | 1921 | 1950 | 1980 | 2001 | 2017 | 2019 | 2022 | 2024 |